# Malcom Brown
Malcom Brown (Brenham, 2 febbraio 1994) è un giocatore di football americano statunitense che milita nel ruolo di defensive tackle per i Jacksonville Jaguars della National Football League (NFL).

## Carriera universitaria
Brown al college giocò a football coi Texas Longhorns dal 2012 al 2014. Divenne stabilmente titolare a partire dalla stagione 2013 in cui mise a segno 68 tackle e 2 sack. L'anno successivo salì a 6,5 sack, venendo inserito nella formazione ideale della Big 12 Conference dalla Associated Press.

## Carriera professionistica

### New England Patriots
Considerato uno dei migliori defensive tackle selezionabili nel Draft NFL 2015, il 30 aprile Brown fu scelto come 32º assoluto dai New England Patriots. Debuttò come professionista il 10 settembre 2015 partendo come titolare nella vittoria sui Pittsburgh Steelers in cui mise a segno un sack su Ben Roethlisberger nel primo drive in carriera. La sua prima stagione si concluse con 48 tackle e 3 sack disputando tutte le 16 partite, di cui 12 come titolare. La Pro Football Writers Association lo inserì nella formazione ideale dei rookie.

Il 5 febbraio 2017 Brown fu schierato come titolare nel Super Bowl LI vinto contro gli Atlanta Falcons per 34-28 ai tempi supplementari (prima volta nella storia del Super Bowl), conquistando il suo primo titolo.
Alla fine della stagione 2018 Brown partì come titolare nel Super Bowl LIII vinto contro i Los Angeles Rams per 13-3, conquistando il suo secondo anello.

### New Orleans Saints
Il 14 marzo 2019, Brown firmò un contratto triennale da 15 milioni di dollari con i New Orleans Saints.

### Jacksonville Jaguars
Il 17 marzo 2021 Brown fu scambiato con i Jacksonville Jaguars.

## Palmarès

### Franchigia
- Super Bowl : 2

New England Patriots: LI, LIII
- American Football Conference Championship: 3

New England Patriots: 2016, 2017, 2018

### Personale
- PFWA All-Rookie Team - 2015